# Buddleja asiatica
Buddleja asiatica är en flenörtsväxtart som beskrevs av João de Loureiro. Buddleja asiatica ingår i släktet buddlejor, och familjen flenörtsväxter. Inga underarter finns listade i Catalogue of Life.

## Bildgalleri

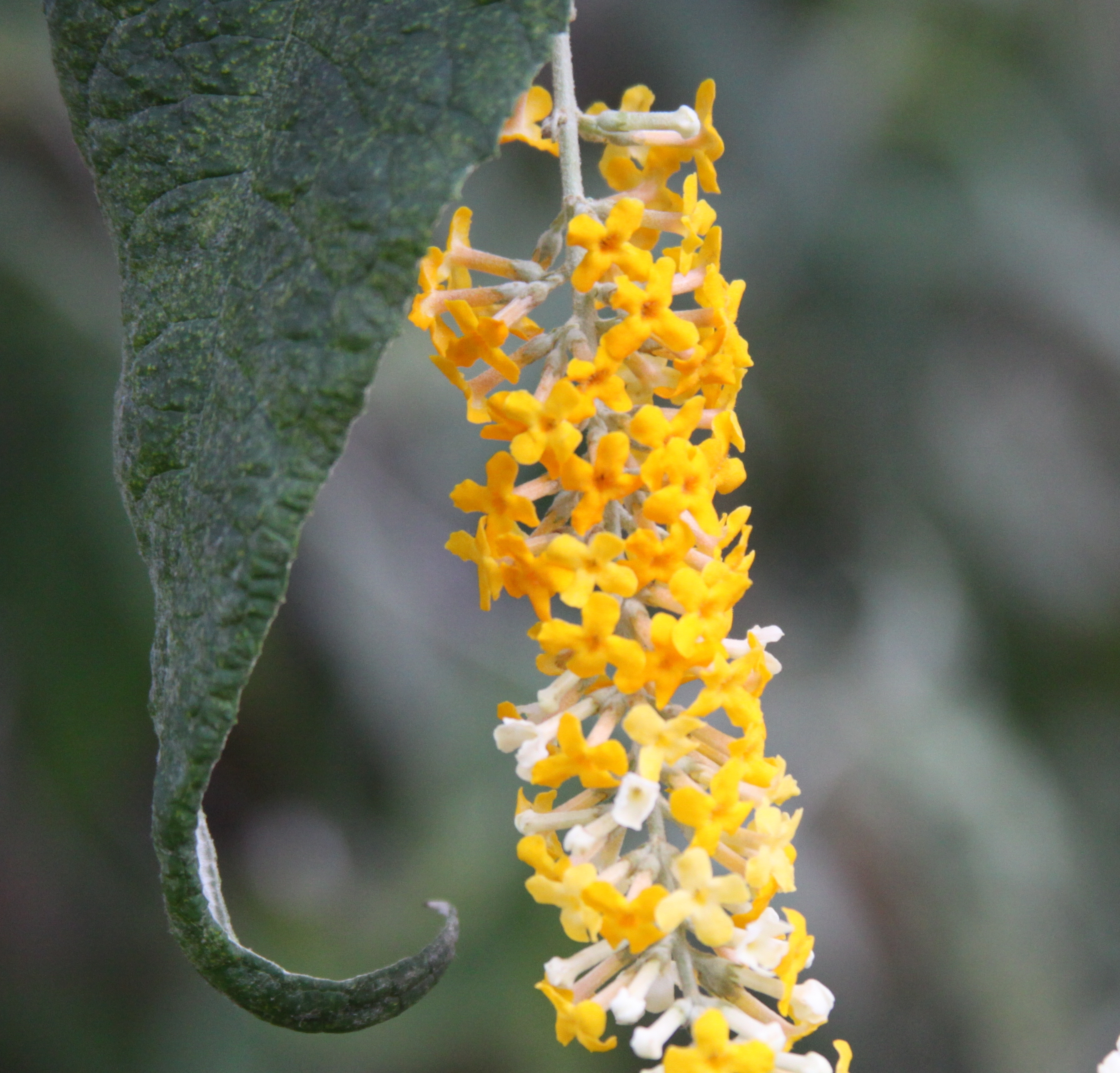
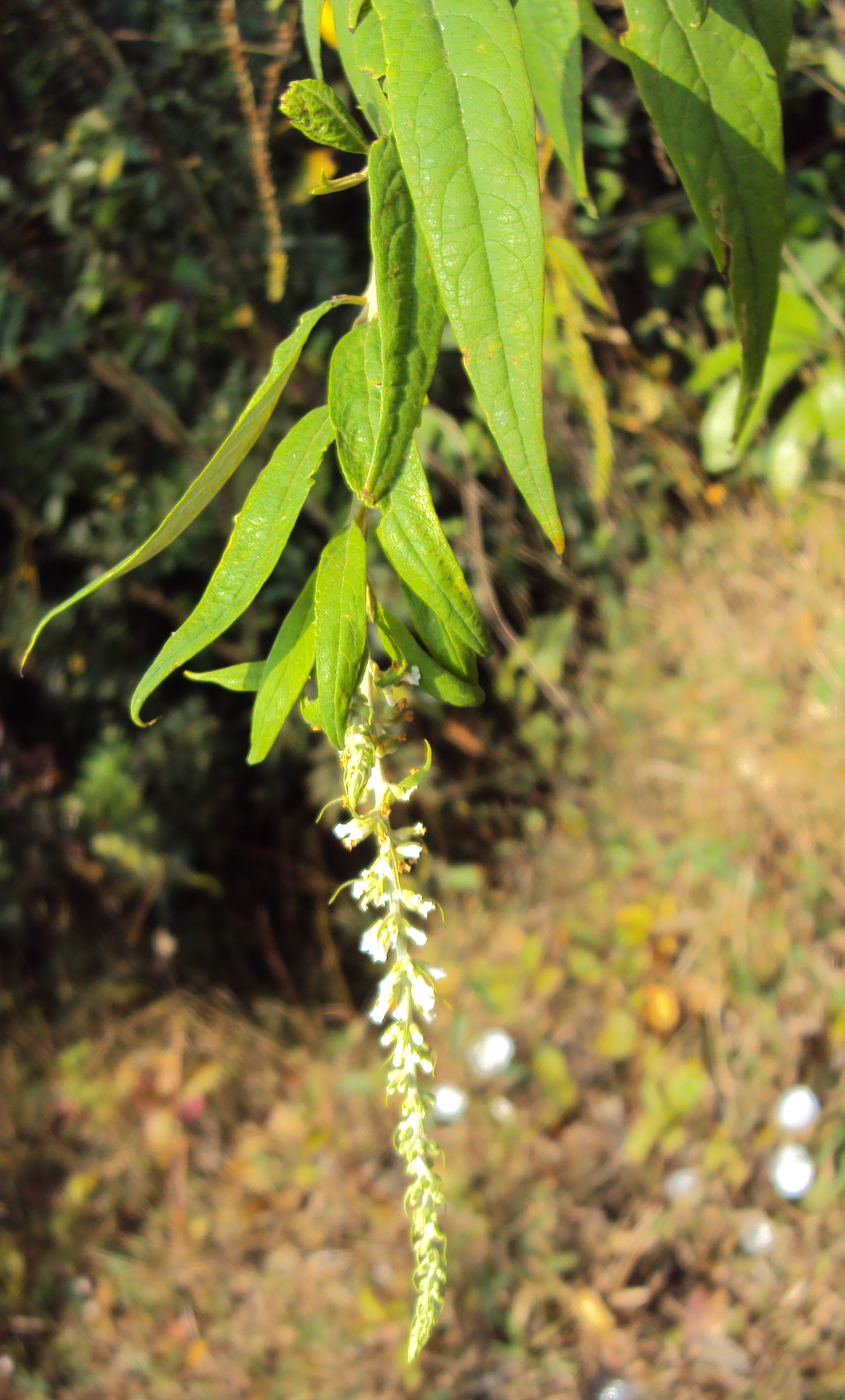
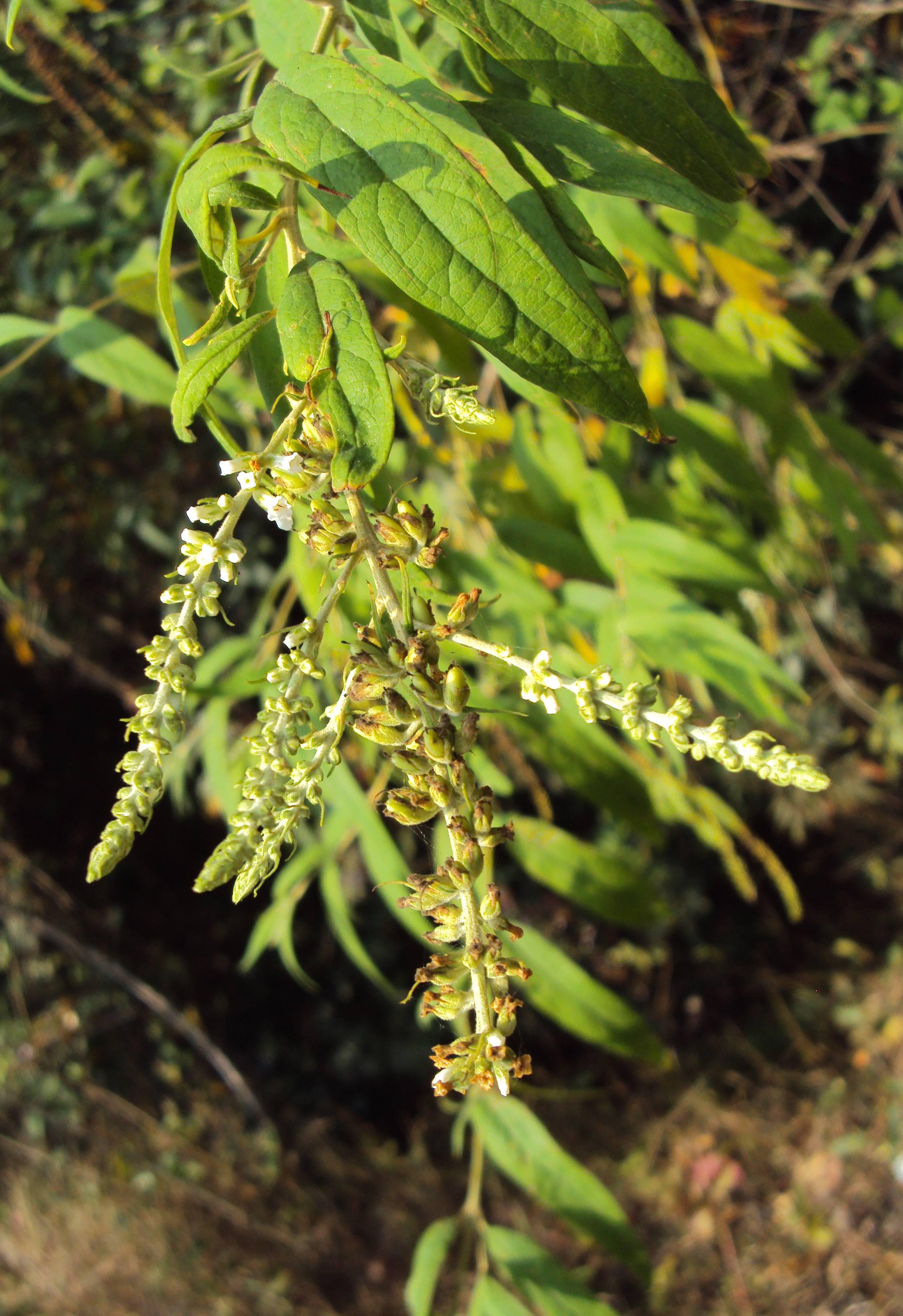
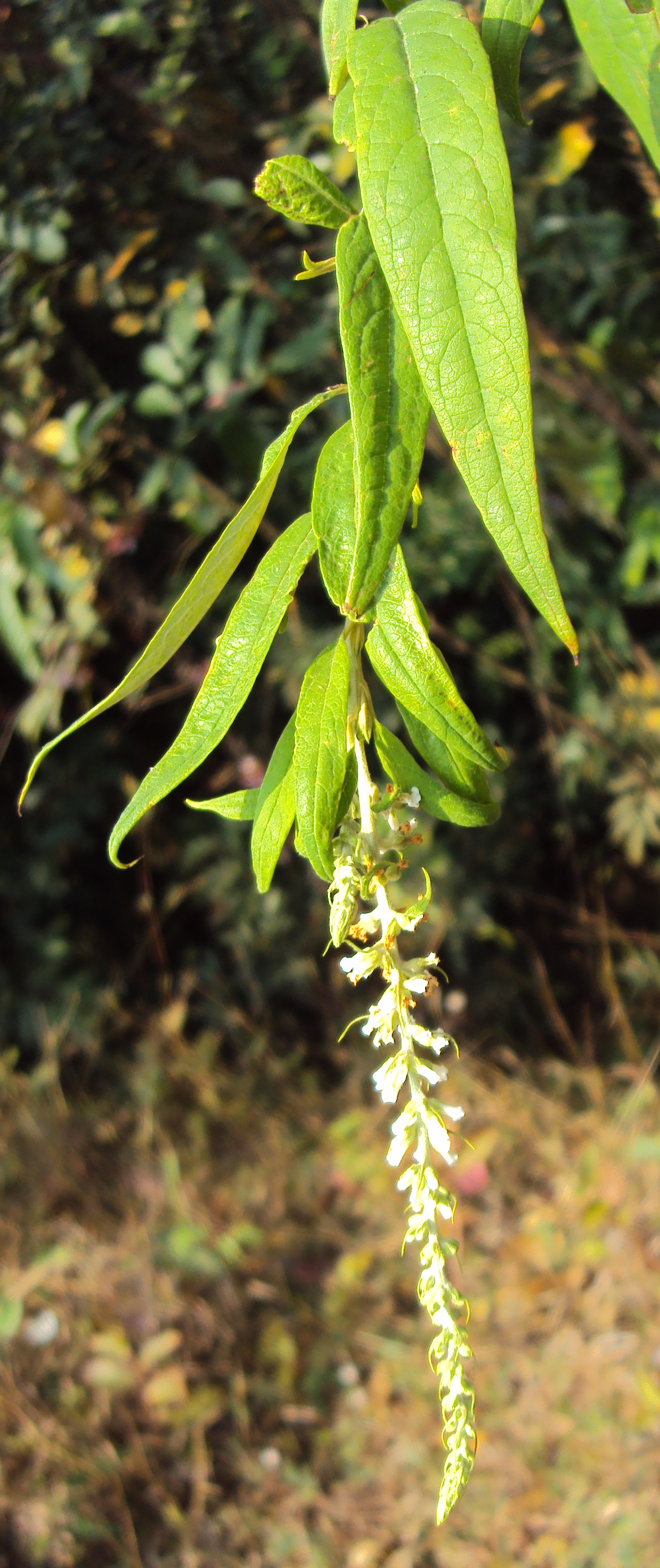
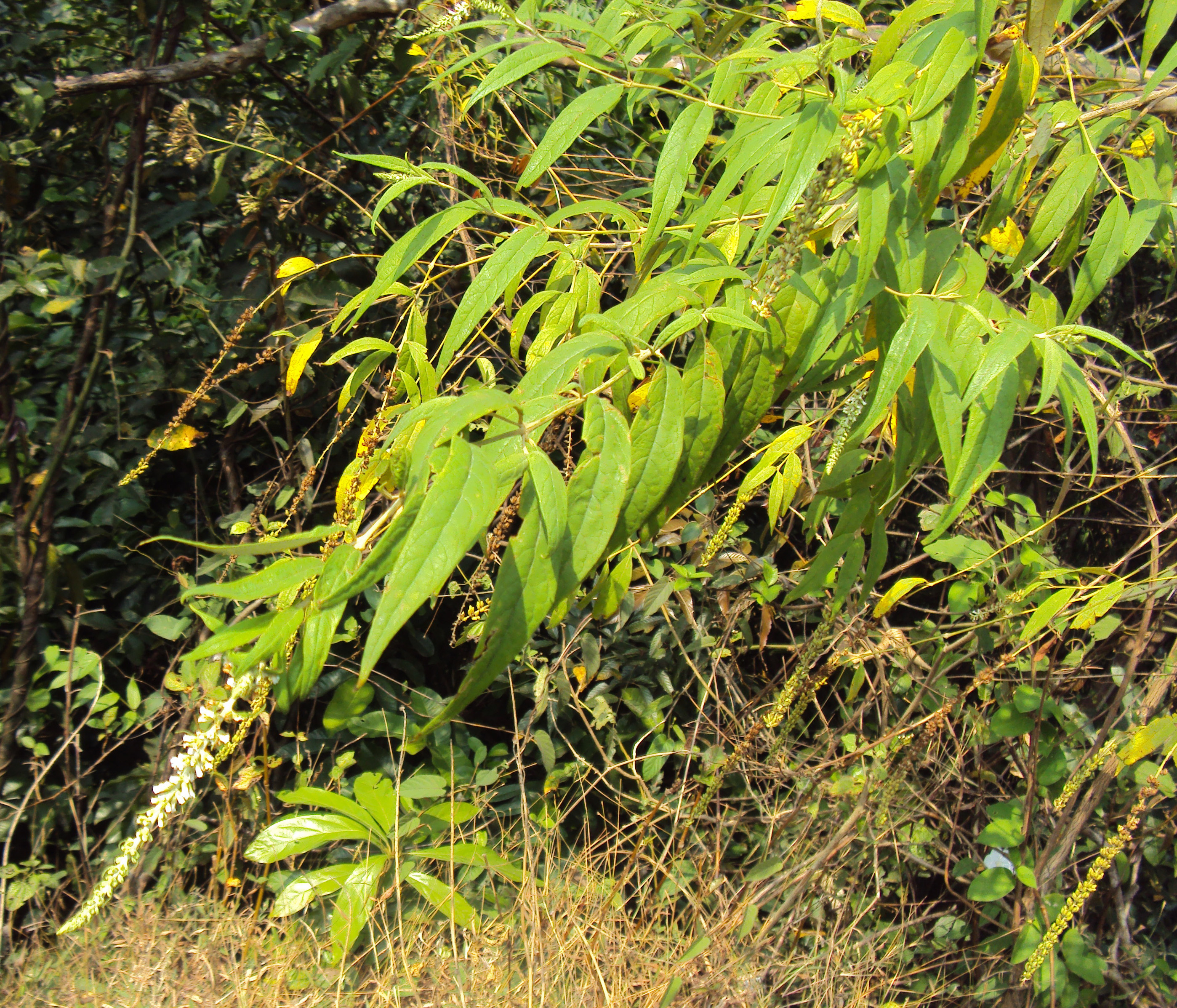
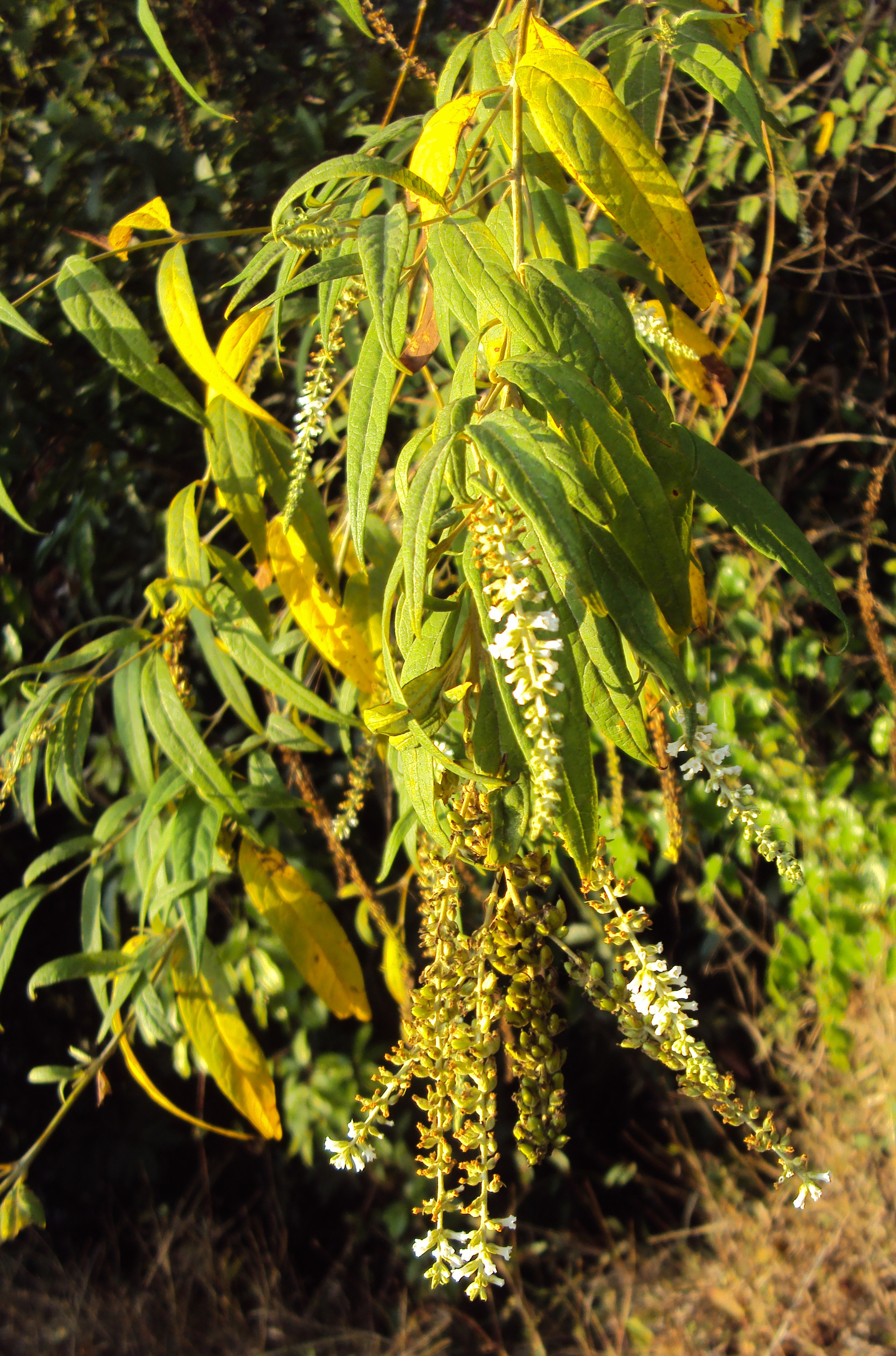